# リズ・オルトラーニ
リズ・オルトラーニ（Riz Ortolani, 1926年3月25日 - 2014年1月23日）は、イタリアの作曲家である。映画音楽で特に知られる。
モンド映画、イタリア製サスペンス映画、マカロニ・ウェスタンといった大衆娯楽映画から芸術映画まで、200以上に及ぶ幅広い分野の映画に楽曲を提供。エログロ映画の多いイタリア映画を底上げするような曲によって知られる他、イタリアの巨匠プピ・アヴァティ監督の映画に提供した音楽への評価は高い。特に『世界残酷物語』（1962年）の主題曲「モア」ではアカデミー賞にノミネートされた。

## 経歴
イタリアのペーザロで生まれ、同地のジョアキーノ・ロッシーニ音楽院で映画音楽の大家アンジェロ・フランチェスコ・ラヴァニーノに作曲を師事する。19歳で音楽院を卒業後、ペーザロ管弦楽団に首席フルート奏者として入団。22歳の時にペーザロ管弦楽団を脱退しローマに渡り、ダンスホールでピアニストとして活動する一方、イタリア放送協会（RAI）所属の放送オーケストラで編曲家としても活躍する。1950年代前半にはオペラやミュージカルの指揮者を経験しながら、ジャズ・オーケストラを結成しビッグ・バンド・ジャズの編曲指揮を行う。
1955年に映画音楽の作曲家として活動を始める。"Le vacanze del sor Clemente" (1955年)ではピエル・ジョルジョ・レディ（ジーノ・レディ）と共同でのクレジット。単独でクレジットされた初めての映画は"Processo all'amore" (1955年)となっている。
同年には、イタリア放送協会で放送されたルイーザ・メイ・オルコット原作のドラマシリーズ『若草物語』 Piccole donne(1955)の音楽を担当。イタリアのテレビ番組が放送を開始して2年足らずの時期に製作された番組であった。これを機会に翌年以降もオルトラーニはイタリア国営放送のテレビドラマでの音楽担当が続く。カルロ・アリアネッロ原作の歴史ドラマ『僧正』L'alfiere(1956)、子役時代のジャンカルロ・ジャンニーニが主演したチャールズ・ディケンズ原作の『デイヴィッド・コパフィールド』David Copperfield(1966)、ロバート・ルイス・スティーヴンソン原作の『黒い矢』La freccia nero(1968)などで音楽を担当。
1956年には、カンツォーネ歌手のカティーナ・ラニエリと結婚する。ラニエリは前年にオルトラーニが音楽を担当した映画"Processo all'amore"に女優として出演していた。その後は映画音楽の作曲と並行して、カンツォーネの作曲・編曲において妻の歌手活動を支えた。
1961年にはドキュメンタリー映画"Malesia magica"(1961年)の音楽を担当。カルロ・サヴィーナとの共作とする一部資料もあるが、映画本編やレコードにおけるクレジットではリズ・オルトラーニによる単独での作編曲となっている。この映画に提供した主題歌"Moontide"は、米国出身の女性歌手ジョー・ガルソ、本名ジョアンナ・アデリーナ・ギャルソーが歌った。
1962年にはグァルティエロ・ヤコペッティ監督のドキュメンタリー映画『世界残酷物語』（1962年）の音楽を担当。この映画に提供した美しいメロディが話題となり世界的大ヒットとなる。テーマ曲は前作にオルトラーニが作曲した"Moontide"にも通じる、叙情的でノスタルジックな甘いメロディが特徴となっている。作曲クレジットはオルトラーニとイタリアのジャズ・ミュージシャンのニーノ・オリヴィエロとの共同名義であるが、サウンドトラックの核となるメロディはオルトラーニが作曲した。
『世界残酷物語』にオルトラーニが提供したメロディに、アメリカの音楽プロデューサー兼作詞家のノーマン・ニューウェルが英語の歌詞をつけ、「モア」（More）というタイトルでイギリスの歌手ダニー・ウィリアムズ（「ホワイト・オン・ホワイト」 White on White のヒットで知られる黒人歌手）が歌った。その後、アンディ・ウィリアムズやフランク・シナトラといったアメリカの人気歌手もレパートリーに入れたことでさらに楽曲の知名度は高まった。イタリア語版は「心の奥底に」（Ti guarderò nel cuore）という曲名で知られ（マルチェッロ・チョルチョリーニ作詞）、オルトラーニ自身の編曲によって妻のカティーナ・ラニエリも歌っている。
『世界残酷物語』の映画音楽が世界的にヒットしたことによってハリウッドにも進出する。アラン・ドロンやイングリッド・バーグマンなど豪華キャストによる『黄色いロールス・ロイス』（1964年）をはじめ、丹波哲郎が出演した『第七の暁』（1964年）、ジーナ・ロロブリジーダ主演の『想い出よ、今晩は!』（1968年）、シャーリー・マクレーン主演の『おかしな夫婦・大逆転!?』（1968年）、ロバート・ミッチャム主演の『アンツィオ大作戦』（1968年）、レナード・ホワイティング主演の『昨日にさようなら』（1970年）、チャールズ・ブロンソン主演の『バラキ』（1972年）など多くの映画に音楽を提供した。
ハリウッドやイギリスの映画音楽を手掛けながら、ハリウッドのプロデューサーからの米国移住の誘いを断ってイタリアに腰を落ち着け、多くのイタリア映画に優れた音楽を提供した。マカロニ・ウェスタンの『怒りの荒野』（1967年）や、ダミアーノ・ダミアーニ監督による政治サスペンス映画『警視の告白』（1971年）など、主にスリリングな映画やアクションの多い映画にメロディアスな音楽を提供することで知られた。また、フランコ・ゼフィレッリ監督の『ブラザー・サン シスター・ムーン』（1972年）に作曲した主題歌"Dolce è sentire (Fratello sole, sorella luna)"は讃美歌としてヨーロッパの教会で歌われている。
晩年はイタリア映画界のベテラン監督プピ・アヴァティの文芸ドラマへの楽曲提供が中心的な活動となり、アヴァティ監督作品の映画音楽で多数の作曲賞・歌曲賞を受賞した。
2014年1月23日、気管支炎の合併症のためローマで死亡した。生年月日は長らく1931年9月4日とされていたが、死去の際の報道によって実際は1926年3月25日生まれと判明した。87歳没。

## 主な映画作品
- 『ボローニャの夕暮れ』 Il papà di Giovanna (2008)
- 『二度目の結婚』 La seconda notte di nozze (2005)
- 『クリスマスの雪辱』 La rivincita di Natale (2004)
- 『心は彼方に』 Il cuore altrove (2003)
- 『ナイト・オブ・ゴッド』 I cavalieri che fecero l'impresa (2000)
- 『真夏の夜のダンス』 La via degli angeli (1999)
- 『恋は結婚式の後で…』 Il testimone dello sposo (1997)
- 『地獄の女スナイパー』 L'angelo con la pistola (1992)
- 『キラー・クロコダイル/怒りの逆襲』 Killer Crocodile 2 (1990)
- 『キラー・クロコダイル』 Killer Crocodile (1989)
- 『いつか見た風景』 Storia di ragazzi e di ragazze (1989)
- 『インクアイリー/審問』 L'inchiesta (1987)
- 『結婚はしたけれど』 Sposi (1987)
- 『クリスマス・プレゼント』 Regalo di Natale (1986)
- 『若妻の匂い』 La Bonne (1986)
- 『卒業パーティ』 Festa di laurea (1985)
- 『追憶の旅』 Una gita scolastica (1983)
- 『ゼダー 死霊の復活祭』 Zeder (1982)
- 『トリエステから来た女』 La ragazza di Trieste (1982)
- 『バレンチナ物語』 Valentina (1982)
- 『生体ジャンク!狂殺の館』 Madhouse (1981)
- 『警告』 L'avvertimento (1980)
- 『真夜中の殺意』 La casa sperduta nel parco (1980)
- 『食人族』 Cannibal Holocaust (1980)
- 『戦争と友情』 Contro 4 bandiere (1978)
- 『濡れたウィークエンド／女子学生寮半裸惨殺死体の謎』 Enigma rosso (1978) ※"Si può essere più bastardi dell'ispettore Cliff?" (1973)の音楽を流用。
- 『サハラクロス』 Sahara Cross (1977)
- 『スキャンダル』 Lo scandalo (1976)
- 『残酷人喰大陸』 Nuova Guinea, l'isola dei cannibali (1974) ※『甘く危険な女』 (1969)の音楽を流用。
- 『ヤコペッティの大残酷』 Mondo Candido (1974)
- 『アマゾネス』 Le guerriere dal seno nudo: Le amazzoni di Terence Young (1973)
- 『バラキ』 Joe Valachi: I segreti di "Cosa Nostra" (1972)
- 『ブラザー・サン シスター・ムーン』 Fratello sole sorella luna (1972)
- 『マッキラー』 Non si sevizia un paperino (1972)
- 『警視の告白』 Confessione di un commissario di polizia al procuratore della repubblica (1971)
- 『さらば荒野』 The Hunting Party (1971)
- 『裸のチェロ』 Il merlo maschio (1971)
- 『ヤコペッティの残酷大陸』 Addio zio Tom (Zio Tom) (1971)
- 『昨日にさようなら』 Say Hello to Yesterday (1970)
- 『ジュールの恋人』 La ragazza di nome Giulio (1970)
- 『マッケンジー脱出作戦』 The McKenzie Break (1970)
- 『甘く危険な女』 Così dolce... così perversa (1969)
- 『女の秘めごと』 Una sull'altra (1969)
- 『アンツィオ大作戦』 Lo sbarco di Anzio (1968)
- 『大泥棒』 The Biggest Bundle of Them All (1968)
- 『おかしな夫婦・大逆転！？』 The Bliss of Mrs. Blossom (1968)
- 『想い出よ、今晩は！』 Buona Sera, Mrs. Campbell (1968)
- 『ミラノの銀行強盗』 Banditi a Milano (1968)
- 『怒りの荒野 』 I giorni dell'ira (1967)
- 『女と女と女たち』 Sette volte donna (1967)
- 『ヤコペッティの さらばアフリカ』 Africa addio (1966)
- 『ブルドッグ作戦』 The Spy with a Cold Nose (1966)
- 『黄色いロールス・ロイス』 -The Yellow Rolls-Royce (1964)
- 『第七の暁』 The 7th Dawn (1964)
- 『幽霊屋敷の蛇淫』 Danza macabra (1964)
- 『顔のない殺人鬼』 La vergine di Norimberga (1963)
- 『世界女族物語』 La donna nel mondo (1963)
- 『世界残酷物語』 Mondo cane (1962)
- 『地球の皮を剥ぐ』Mondo senza veli (1962)

## 受賞/ノミネート
- アカデミー賞
1964年歌曲賞　『世界残酷物語』ノミネート
1971年歌曲賞　『MADRON』ノミネート
- グラミー賞
1964年映画音楽賞　『世界残酷物語』ノミネート
- ゴールデン・グローブ賞
1966年歌曲賞　『黄色いロールス・ロイス』受賞
作曲賞　『黄色いロールス・ロイス』ノミネート
1969年歌曲賞　『想い出よ、今晩は！』ノミネート
1971年歌曲賞　『MADRON』ノミネート
- ダヴィッド・ディ・ドナテッロ賞
1986年作曲賞　『卒業パーティ』受賞
1987年歌曲賞　『クリスマス・プレゼント』受賞
作曲賞　『クリスマス・プレゼント』ノミネート
1988年歌曲賞　『ULTIMO MINUTO』受賞
1990年作曲賞　『いつか見た風景』ノミネート
1991年作曲賞　『NEL GIARDINO DELLE ROSE』ノミネート
1993年作曲賞　『MAGNIFICAT』ノミネート
2003年作曲賞　『心は彼方に』ノミネート
2004年作曲賞　『クリスマスの雪辱』ノミネート
2005年作曲賞　『MA QUANDO ARRIVANO LE RAGAZZE?』受賞
歌曲賞　『MA QUANDO ARRIVANO LE RAGAZZE?』ノミネート
- 銀のリボン賞
1972年作曲賞　『裸のチェロ』ノミネート
1981年作曲賞　『AIUTAMI A SOGNARE』受賞
1983年作曲賞　『追憶の旅』受賞
1985年作曲賞　『卒業パーティ』ノミネート
1987年作曲賞　『インクアイリー／審問』受賞
1993年作曲賞　『MAGNIFICAT』ノミネート